# Forcipomyia randensoides
Forcipomyia randensoides är en tvåvingeart som beskrevs av Paul Dessart 1961. Forcipomyia randensoides ingår i släktet Forcipomyia och familjen svidknott.
Artens utbredningsområde är Kongo. Inga underarter finns listade i Catalogue of Life.